# Karanganyar (huyện)
Karanganyar là một huyện (tiếng Indonesia: kabupaten) ở phần đông nam của tỉnh Trung Java tại Indonesia, khoảng 14 km về phía đông của thành phố Surakarta. Huyện giáp với Sragen ở phía bắc, Ngawi và Magetan (Đông Java) ở phía đông, Wonogiri ở phía nam, và Boyolali, Surakarta và Sukoharjo ở phía tây. Karanganyar có một vùng đất tách rời nằm giữa Boyolali, Sukoharjo và thành phố Surakarta.
Huyện được chia thành 17 phó huyện:
1. Colomadu
2. Jaten
3. Karanganyar
4. Gondangrejo
5. Kebakkramat
6. Kerjo
7. Mojogedang
8. Karangpandan
9. Jenawi
10. Tawangmangu
11. Jatiyoso
12. Jatipuro
13. Jumantono
14. Jumapolo
15. Ngargoyoso
16. Tasikmadu
17. Matesih